# The Devil Pays Off
Pour plus de détails, voir Fiche technique et Distribution.
The Devil Pays Off est un film américain réalisé par John H. Auer, sorti en 1941.

## Fiche technique
- Titre : The Devil Pays Off
- Réalisation : John H. Auer
- Scénario : George Worthing Yates, Julian Zimet, Lawrence Kimble et Malcolm Stuart Boylan
- Photographie : John Alton
- Pays de production :  États-Unis
- Format : Noir et blanc - 1,37:1 - Mono
- Date de sortie : 1941

## Distribution
- J. Edward Bromberg : Arnold DeBrock
- Osa Massen : Valeria DeBrock
- William Wright : Christopher Waring
- Margaret Tallichet : Joan Millard
- Abner Biberman : Carlos Castillo-Martinez
- Martin Kosleck : Grebb
- Charles D. Brown : Capt. Jonathan Hunt
- Roland Varno : Docteur